# 斯特羅貝里 (阿肯色州)
斯特羅貝里（英語：Strawberry）是一個位於美國阿肯色州勞倫斯縣的城鎮。

## 地理
斯特羅貝里的座標為35°57′52″N 91°18′56″W / 35.96444°N 91.31556°W，而該地的平均海拔高度為104米（即341英尺）。

## 人口
根據2020年美國人口普查的數據，斯特羅貝里的面積為6.07平方千米，皆為陸地。當地共有人口268人，而人口密度為每平方千米44人。